# Клабаутерман
Клабаутерман (нем. Klabautermann, по одной из версий название происходит от н.-нем. klabastern — «бить, шуметь») в поверьях балтийских моряков — корабельный дух в виде маленького, ростом с гнома, матроса с трубкой. Селится в трюме или под механизмом подъёма якоря. Помогает морякам, предупреждая их об опасности, указывая курс и т. п. Оставаясь невидимым большую часть времени, обычно появляется перед гибелью корабля, поэтому встреча с ним чаще истолковывалась как недобрый знак.

## В популярной культуре
- В 1982 году группа Dschinghis Khan выпустила одноимённый сингл «Klabautermann».
- У норвежской блэк-метал группы Isvind есть песня «Klabautermann»[1].
- Упоминается в манге и аниме-сериале One Piece как дух корабля «Гоинг-Мерри» (первого корабля главных героев), незадолго до его уничтожения.